# W Aquilae

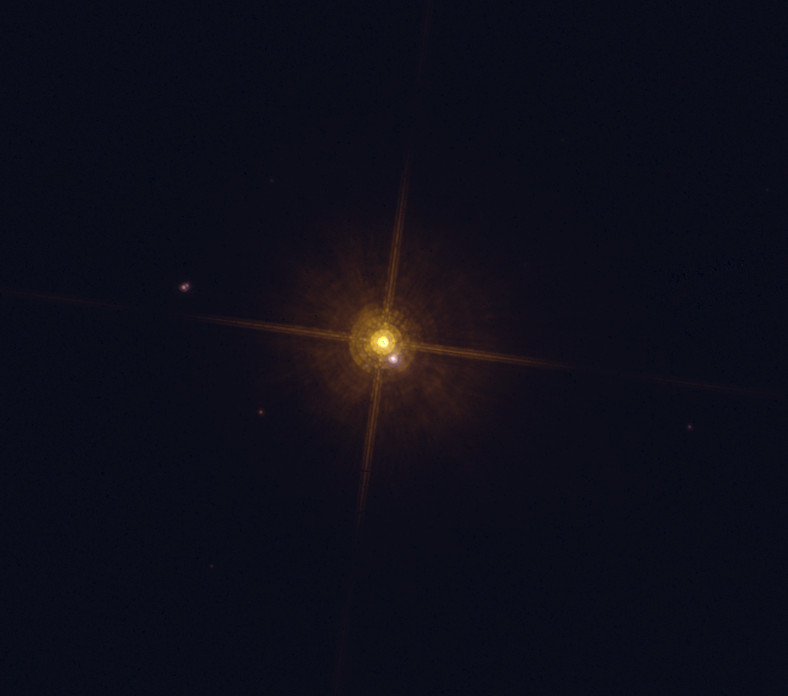
Estrella binaria W Aquilae

W Aquilae (W Aql / SAO 143184 / GC 2525) es una estrella variable en la constelación de Aquila.
Su distancia al sistema solar se estima entre 750 y 1100 años luz.
De tipo espectral S3,9e-S6,9e, W Aquilae es una estrella de tipo S, una gigante roja similar a las de tipo M, pero en cuyo espectro los óxidos dominantes son los formados por metales del quinto período de la tabla periódica.
W Aquilae es además rica en el elemento tecnecio.
Otra característica de esta clase de estrellas es la pérdida de masa estelar, que en el caso de W Aquilae se estima en ~ 4 × 10-7 veces la masa solar por año.
Su temperatura efectiva es de aproximadamente 1800 K y su diámetro es 870 veces más grande que el diámetro solar.
Asimismo, es una estrella muy luminosa, 6800 veces más que el Sol.
W Aquilae es una variable Mira cuyo brillo oscila entre magnitud +7,3 y +14,3 a lo largo de un período de 490,43 días.
En las variables Mira —cuyo prototipo es Mira (ο Ceti)— la inestabilidad proviene de pulsaciones en la superficie estelar, lo que provoca cambios de color y brillo. Algunas de ellas, entre las que se encuentra W Aquilae, muestran emisión máser de SiO.